# Cemetary
Cemetary (v českém překladu z angličtiny hřbitov) byla švédská metalová kapela. Byla založena roku 1989 Mathiasem Lodmalmem ve městě Borås. Na debutním dlouhohrajícím albu An Evil Shade of Grey (1992) hrála převážně death metal, jenž se v té době nacházel na vrcholu popularity; poté se skupina orientovala více na doom metal a nakonec její tvorba vykrystalizovala do gothic metalu.
První album An Evil Shade of Grey bylo stvořeno v sestavě Mathias Lodmalm, Juha Sievers, Zrinko Culjak a Christian Saarinen; sestava se poté obměnila. Kapela byla na evropském koncertním turné společně s Atheist a Benediction (hráli mj. i v Brně). Po vydání alba Last Confessions roku 1997 Lodmalm ukončuje kvůli personálním záležitostem a problémy s vydavatelstvím činnost kapely a společně s Johnnym Hagelem (bývalý člen švédské kapely Tiamat) založil skupinu Sundown. Pod její hlavičkou vyšla dvě alba Design 19 (1997) a Glimmer (1999), poté Lodmalm s Hermanem Engströmem vzkřísili Cemetary, zpočátku pod novým názvem Cemetary 1213.
Pod názvem Cemetary 1213 vyšlo pouze jediné album The Beast Divine v roce 2000. V květnu 2005 vydali poslední LP Phantasma, poté Lodmalm ohlásil odchod ze scény.

## Logo
Kapela užívala tři verze loga, nejstarší bylo ve stylu klasických deathmetalových kapel, obsahovalo pěticípou hvězdu s lidskou lebkou. Po změně hudebního stylu kapela používala jednoduchý snadno čitelný nápis CEMETARY; třetí variantou je CEMETARY 1213, prakticky totožné s druhou verzí.
Na obalech alb Sundown, Last Confessions a The Beast Divine se objevuje motiv opeřené kostry ptáka.

## Diskografie

### Dema
- Incarnation of Morbidity (1991)
- In Articulus Mortis (1991
- Where the Rivers of Madness Stream / The Funeral (1992)

### Studiová alba
- An Evil Shade of Grey (1992)
- Godless Beauty (1993)
- Black Vanity (1994)[2]
- Sundown (1996)
- Last Confessions (1997)
- The Beast Divine (2000) – pod názvem Cemetary 1213
- Phantasma (2005)

### EP
- Sundown (1995)

### Kompilace
- Sweetest Tragedies (1999)

### Split nahrávky
- Welcome to the Black Mark Festivals '95 (1995) – 4way split s kapelami Memento Mori, Tad Morose a Morgana Lefay